# BC-Baureihe БКГ1
Die BC-Baureihe БКГ1 (deutsche Transkription BKG1, B=Belorussko, K=Kitajskij, G=Grusowoj) der Belarussischen Eisenbahnen (BC) ist eine achtachsige Zweisektions-Güterzuglokomotive für mit Wechselstrom elektrifizierte  Eisenbahnen. Entwickelt wurde die Lokomotive vom Elektrolokomotivwerk Datong in Zusammenarbeit mit der französischen Firma Alstom auf der Grundlage der Lokomotive HXD2, die wiederum auf der Alstom Prima 47000 basiert.

## Geschichte
Die Lokomotive wurde von den Belarussischen Eisenbahnen (BC) als Ersatz für die veralteten Lokomotiven der Reihe ВЛ80 beschafft. 2010 wurde ein Vertrag zwischen den Belarussischen Eisenbahnen und dem Elektrolokomotivwerk Datong über die Lieferung von zwölf Lokomotiven abgeschlossen, der Wert des Kontraktes betrug 100 Millionen Dollar. Andere Quellen sprechen von 20 gelieferten Lokomotiven. Die Fahrzeuge wurden von August bis November 2011 ausgeliefert. 
Das Lokomotivdepot Baranowitschi erhielt im Mai 2012 die ersten beiden Lokomotiven. Im September 2012 begann der Probebetrieb.

## Konstruktive Merkmale
Als Traktionsfahrmotoren dienen Drehstromasynchronmotoren. Die Lokomotiven besitzen eine Rekuperationsbremse mit Rückspeisung der erzeugten Energie in die Fahrleitung.
Die Radsätze sind als Monobloc-Räder ausgeführt. Die Radlager werden mit Temperaturfühlern überwacht.
Haupt- und Hilfskompressor, Einrichtungen der Lufttrocknung und die Hauptluftbehälter befinden sich im Inneren der Elektrolokomotive. Die gesamte Bremseinrichtung der Lokomotive ist von der Firma Knorr-Bremse geliefert worden.
Die Führerstand besitzt eine Klimaanlage. Außerdem ist sie mit einer Vakuum-Toilette für die Lokpersonal ausgestattet, wobei die sanitären Einrichtungen in einem gesonderten Raum angeordnet sind. Ein Kasten für Aufenthalts- und Geräteausrüstungen wie Mikrowellenherd und Kühlschrank ist ebenso vorhanden.  